# Manuel Martic
Manuel Martic (* 15. August 1995) ist ein österreichischer Fußballspieler.

## Karriere
Martic begann seine Karriere beim SK Vorwärts Steyr. 2011 spielte er erstmals in der Landesliga. 2015 wechselte er zum Zweitligisten SKN St. Pölten. Sein Profidebüt gab er am zehnten Spieltag der Saison 2015/16 gegen den SV Austria Salzburg. 2016 konnte er mit dem SKN St. Pölten in die Bundesliga aufsteigen.
Zur Saison 2018/19 wechselte er zum Ligakonkurrenten SK Rapid Wien, bei dem er einen bis Juni 2020 laufenden Vertrag erhielt. Nach 16 Bundesligaeinsätzen für die Wiener wechselte er im Februar 2020 nach Kroatien zu Inter Zaprešić. Zu Saisonende stieg er mit dem Verein als Tabellenletzter aus der 1. HNL ab. Daraufhin verließ er den Verein nach vier Einsätzen in der höchsten kroatischen Spielklasse wieder.
Nach mehreren Monaten ohne Verein wechselte er im November 2020 nach Ungarn zum Mezőkövesd-Zsóry SE. Für Mezőkövesd-Zsóry kam er in der Saison 2020/21 zu 17 Einsätzen in der Nemzeti Bajnokság. Nach der Saison 2020/21 verließ er die Ungarn wieder. Nach erneut einem halben Jahr ohne Klub wechselte der Mittelfeldspieler im Jänner 2022 nach Finnland zum Rekordmeister HJK Helsinki, mit dem er am Ende der Saison finnischer Meister wurde. Nach zehn Einsätzen in der Veikkausliiga verließ er HJK nach der Saison 2022 wieder.
Nach einem Halbjahr ohne Klub wechselte er zur Saison 2023/24 nach Italien zum Drittligisten FC Legnago Salus. Für Legnano kam er in eineinhalb Jahren zu 43 Einsätzen in der Serie C, in denen er acht Tore erzielte. Im Jänner 2025 wechselte er innerhalb der dritten Liga zu Calcio Lecco. Für Lecco kam er zu 13 Einsätzen, ehe er den Verein nach der Saison 2024/25 wieder verließ. Zur Saison 2025/26 wechselte er zur ebenfalls drittklassigen Catania SSD.

## Persönliches
Sein Bruder Michael (* 2000) ist ebenfalls Fußballspieler.